# Ekonomiåret 1937

## Bildade företag
- Svenska Aeroplan AB (SAAB).[1]